# تيري إيستوود
تيري إيستوود (بالإنجليزية: Terry Eastwood)‏ هو أمين الأرشيف أمريكي، ولد في 1943.